# Carsten Meyer
Pour les articles homonymes, voir Meyer.
Carsten Beermann Meyer (né le 11 juillet 1972 à Saerbeck) est un compositeur, musicien et animateur allemand.

## Biographie
Les compositions de Meyer sont utilisés dans différents films du cinéma allemand, comme par exemple Magical Mystery oder: Die Rückkehr des Karl Schmidt et Fraktus, ainsi que dans des séries télévisées comme Der Tatortreiniger. Dans Stromberg - Der Film et Der Tatortreiniger, il effectue des petits rôles d'acteur.
En tant que claviériste, il est actif dans les groupes hambourgeois International Pony, Einbahnstrasse et le collectif de DJ Patex School of Zuversicht. En tant qu'artiste solo, il sort plusieurs albums, notamment sur Deck8 et Staatsakt. L'album Songs for Joy, qui contient le single Wann Strahlst Du ?, est réédité en 2019 par Asexy Records.

## Discographie

### Albums studio
- 1998 : Erosound!
- 2001 : Discodebut
- 2002 : We Love Music (International Pony)
- 2004 : Bass is Boss (album vidéo) (International Pony)
- 2006 : Mit Dir sind wir vier (International Pony)
- 2009 : Keil Stouncil a Paris
- 2009 : Songs For Joy (avec Jacques Palminger) (Staatsakt)
- 2012 : Warmer Bruder/Früchtchen (avec Alexander Polzin)
- 2016 : Babyman 2
- 2023 : No. 2 (sous Erobique) (2e place en Allemagne[8])

### Singles et EP
- 1998 : Die Grossen Franzosen
- 1998 : Discodebut
- 1998 : Zuhaus
- 1999 : C Tron
- 1999 : Sweet Sciontological Girl
- 1999 : Erobique Invades Space
- 2009 : What Are You Do? (Tex et Erobique)[9]
- 2010 : Totaler Spinner (avec Jacques Palminger, Shaggy Sharoof et Elvis Seconde) (Staatsakt)
- 2018 : Urlaub in Italien
- 2021 : Live (avec Session Victim)

### Bandes-son
- 2010 : Ensemble[10],[11]
- 2011 : Die fremde Familie[12]
- 2011–2018 : Der Tatortreiniger[13]
- 2012 : Fraktus
- 2013 : Hans Dampf
- 2015 : Vorsicht vor Leuten
- 2017 : Magical Mystery oder: Die Rückkehr des Karl Schmidt
- 2022 : Die goldenen Jahre
- 2022 : Tatort: Die Rache an der Welt
- 2024 : Kurzschluss hoch drei